# Рыкалёво
Рыкалёво — деревня в Невельском районе Псковской области России. Входит в состав Ивановской волости. 

## География
Расположена на восточном побережье озера Воротно, в 12 км к востоку от города Невель. 

## Население
| 2001 | 2002 | 2010 |
| ---- | ---- | ---- |
| 198  | ↘153 | ↘143 |

Численность населения деревни по оценке на начало 2001 года составляла 198 человек.